# Flushing (Queens)

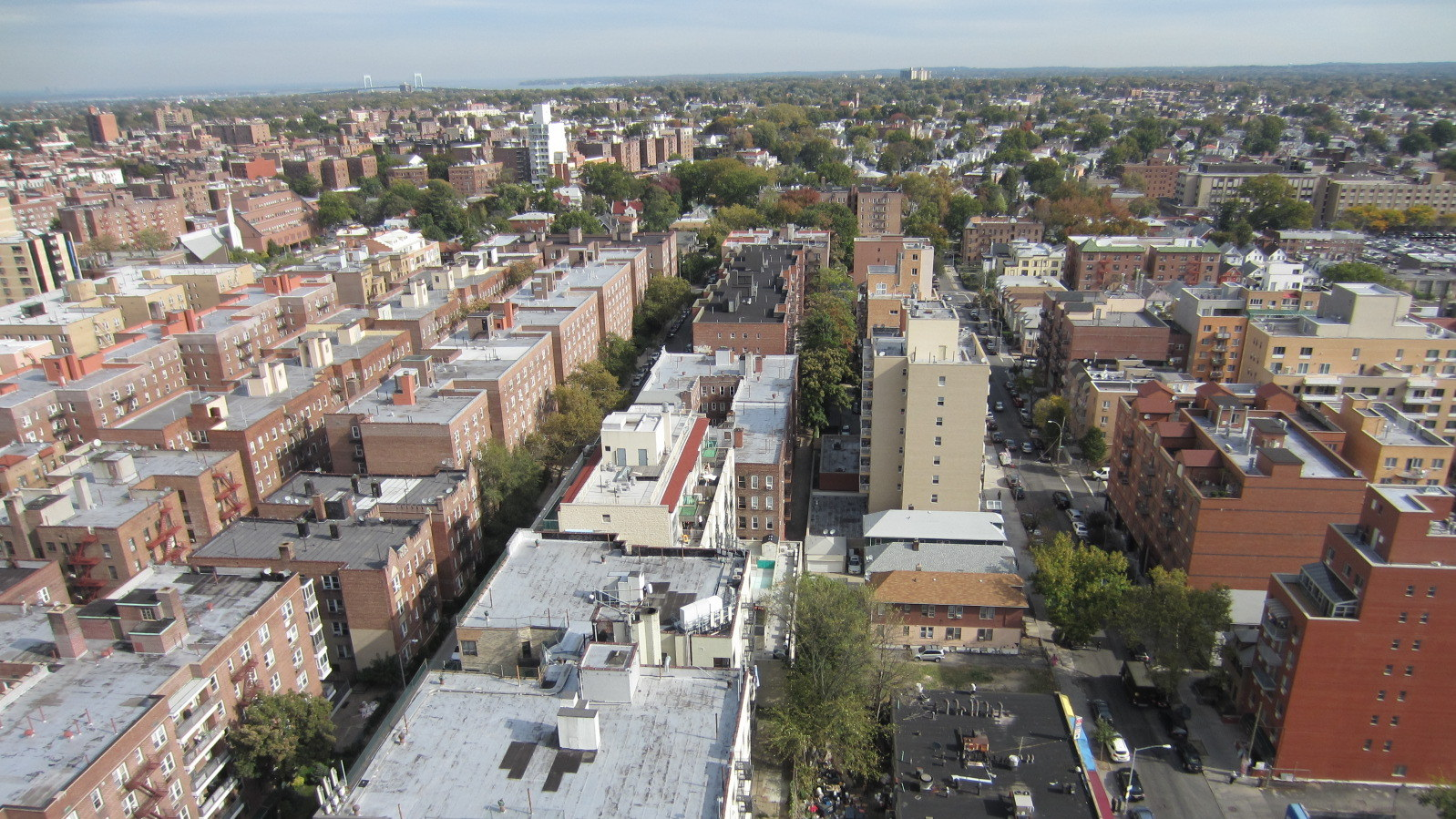
Vista aerea del quartiere

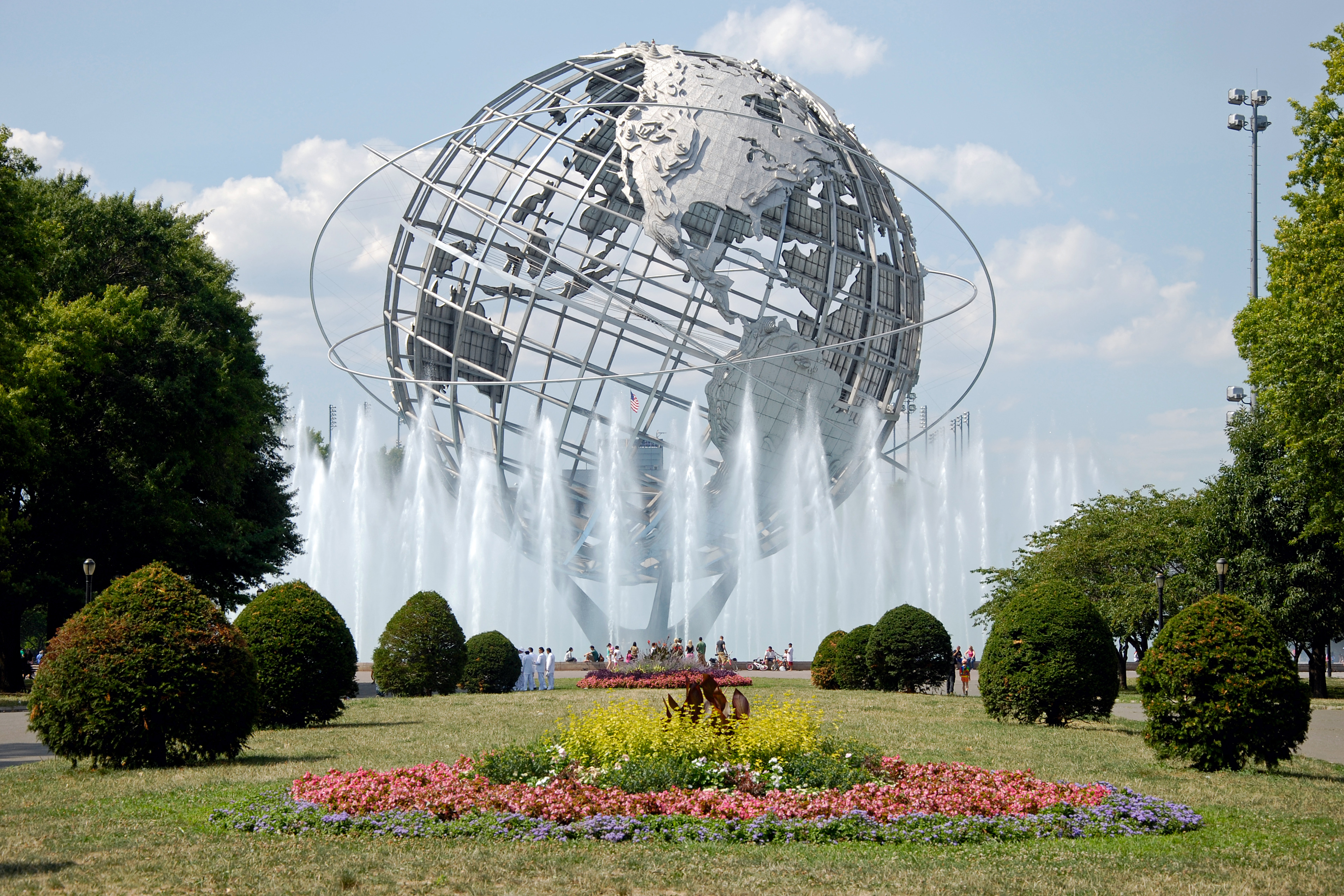
La Unisphere nel parco di Flushing Meadows–Corona Park

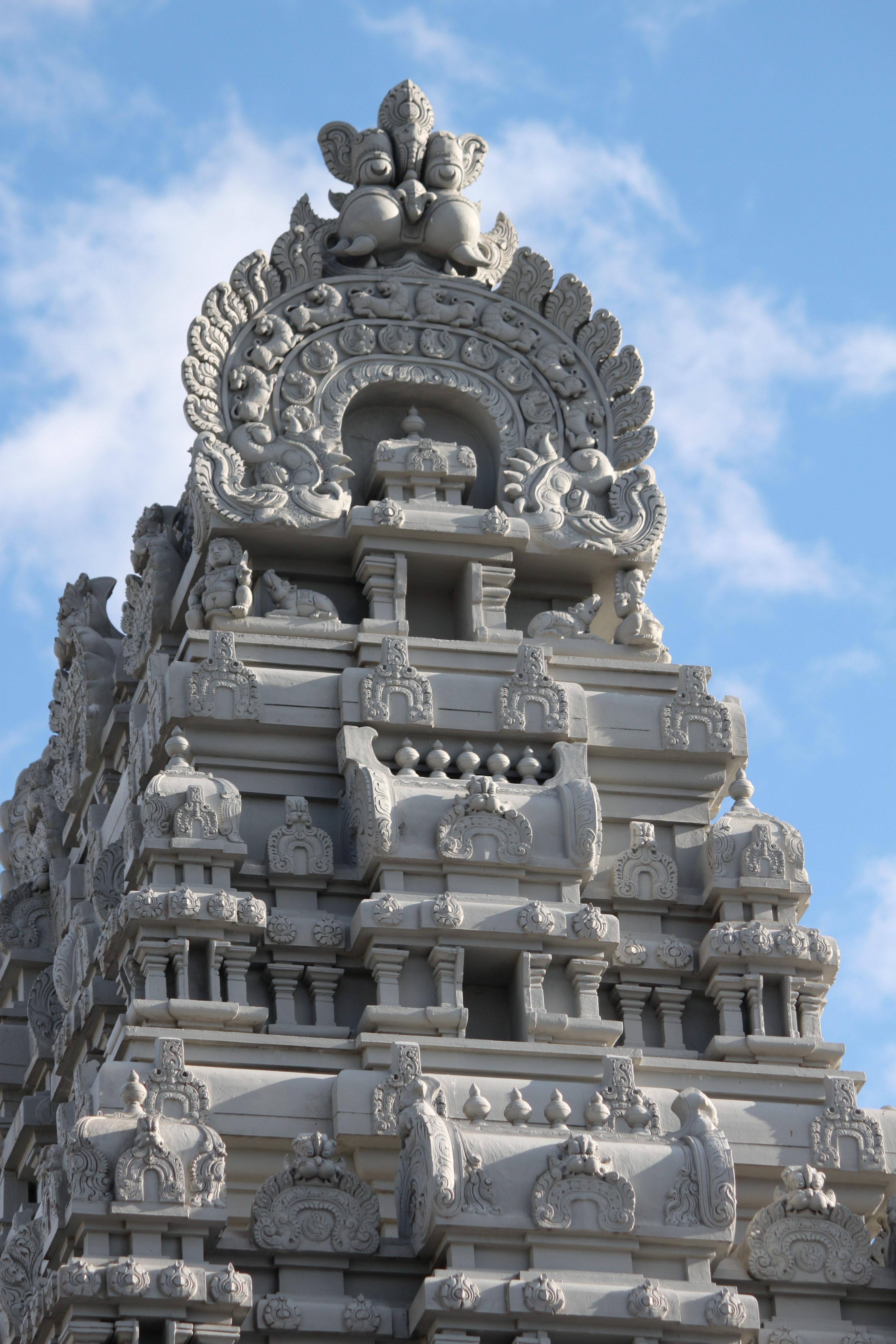
Il tempio Indù di Sri Maha Vallabha Ganapati Devasthanam

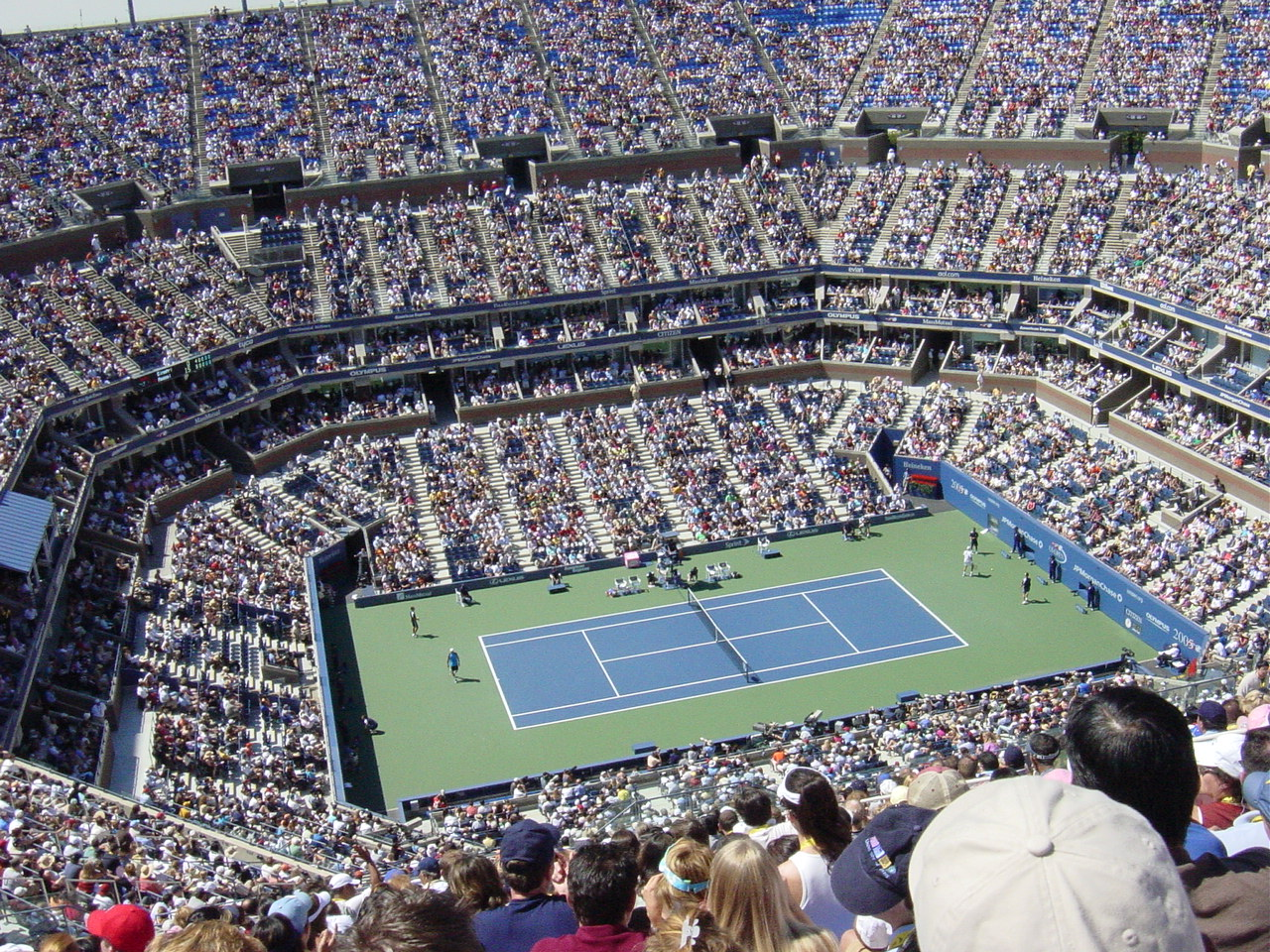
Lo stadio Arthur Ashe Stadium

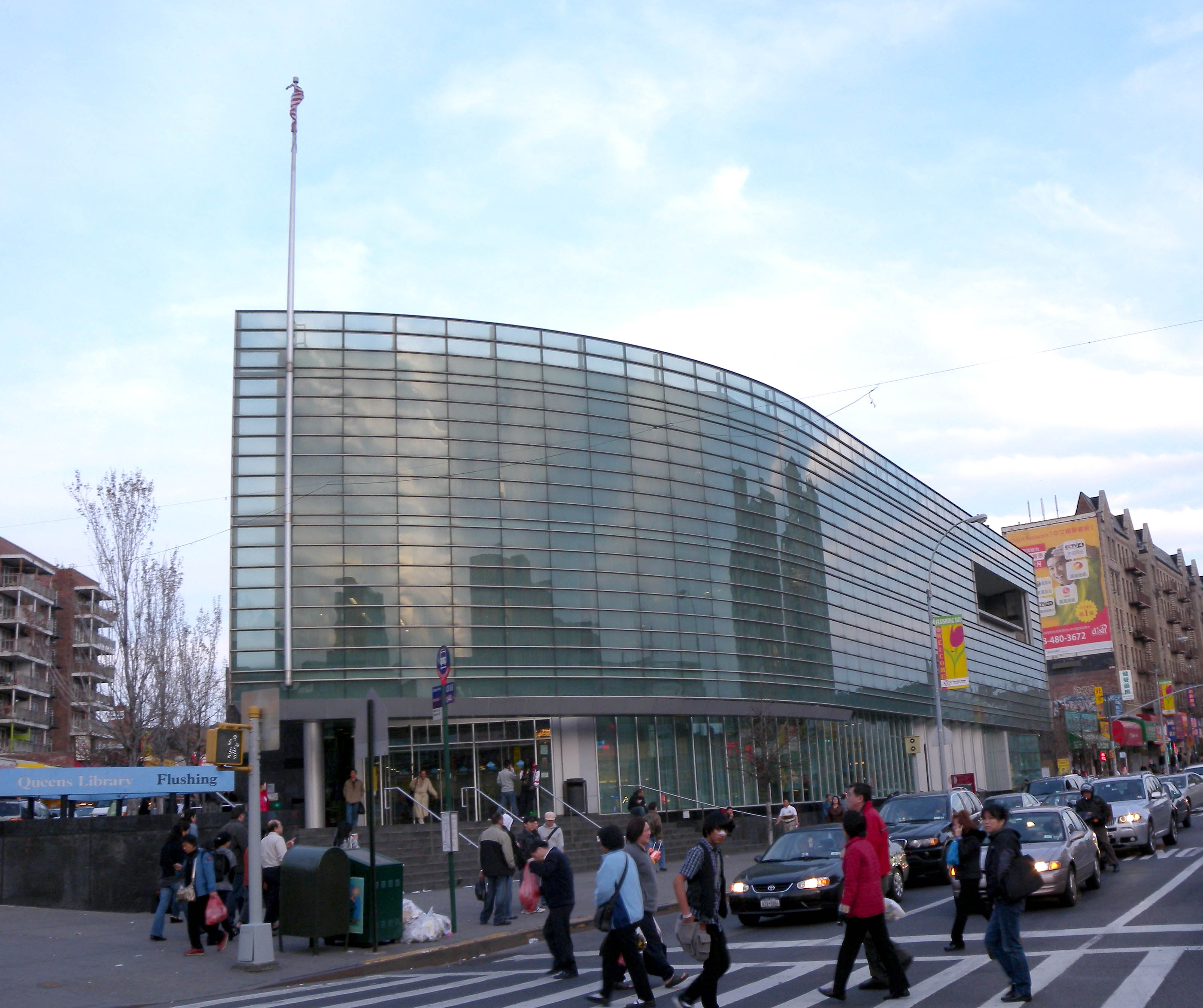
Succursale della biblioteca pubblica Queens Public Library

Flushing è un quartiere del Queens, uno dei cinque borough della città di New York. Gran parte del quartiere è a carattere residenziale, l'area di Downtown Flushing è invece un'importante area commerciale, il quarto central business district per importanza della città. Fa parte della Queens Community Board 7.

## Storia
Il 10 ottobre 1645, l'area di Flushing fu insediata una riva orientale del Flushing Creek sotto il controllo della Compagnia olandese delle Indie occidentali e fece parte della colonia di Nuova Amsterdam governata da Nuova Amsterdam (l'attuale bassa Manhattan).
L'insediamento fu chiamato Vlissingen in onore della città di Vlissingen che era la sede centrale della Compagnia olandese delle Indie occidentali in Europa.
Dal 1657, i residenti chiamarono l'area "Vlishing" che all'udito dei coloni inglesi nele vicinanze suonava come "Flushing".
Dal 1664 passò sotto il controllo inglese.

## Istruzione

### Scuole pubbliche
Scuole elementari:
- PS 20 John Bowne[4]
- PS 21 Edward Hart[5]
- PS 22 Thomas Jefferson[6]
- PS 24 Andrew Jackson (grades K-5)[7]
- PS 32 State Street[8]
- PS 107 Thomas A. Dooley[9]
- PS 120[10]
- PS 163 Flushing Heights[11]
- PS 214 Cadwallader Colden[12]
- PS 242 Leonard P Stavisky Early Childhood School (grades PK-3)[13]
- PS 244 The Active Learning Elementary School (grades PK-3)[14]

Scuole medie:
- I.S. 25 Adrien Block School[15]
- JHS 185 Edward Bleeker[16]
- JHS 189 Daniel Carter Beard[17]
- IS 237 Rachel Carson[18]

## Trasporti
Il quartiere è servito dalla stazione Flushing-Main Street della metropolitana di New York e dalle stazioni ferroviarie Mets-Willets Point e Flushing-Main Street della Long Island Rail Road.